# کره دو سروله
کره دو سروله (به لاتین: Crêt du Cervelet) یک کوه در سوئیس است که در کانتون نوشاتل واقع شده‌است. کره دو سروله ۱٬۳۰۸ متر بالاتر از سطح دریا واقع شده‌است.